# Rockbridge megye
Rockbridge megye az Amerikai Egyesült Államokban, azon belül Virginia államban található. Megyeszékhelye Lexington, legnagyobb városa Glasgow. Lakosainak száma 22 650 fő (2020. április 1.). Rockbridge megye Augusta, Bedford, Botetourt, Bath, Nelson, Amherst, Alleghany, Lexington és Buena Vista megyékkel határos.

## Népesség
A megye népességének változása:
| Lakosok száma | 22 276 | 22 511 | 22 360 | 22 307 | 22 354 | 22 650 |
|               | 2010   | 2011   | 2012   | 2013   | 2015   | 2020   |